# ال لکونی
ال لکونی (انگلیسی: Al LeConey; ۳ نوامبر ۱۹۰۱ – ۱۱ نوامبر ۱۹۵۹) ورزشکار دو و میدانی اهل ایالات متحده آمریکا بود.